# Bidessodes demarcoi
Bidessodes demarcoi är en skalbaggsart som beskrevs av Braga och Ferreira, Jr. 2009. Bidessodes demarcoi ingår i släktet Bidessodes och familjen dykare. Inga underarter finns listade i Catalogue of Life.